# Hugh Wrottesley

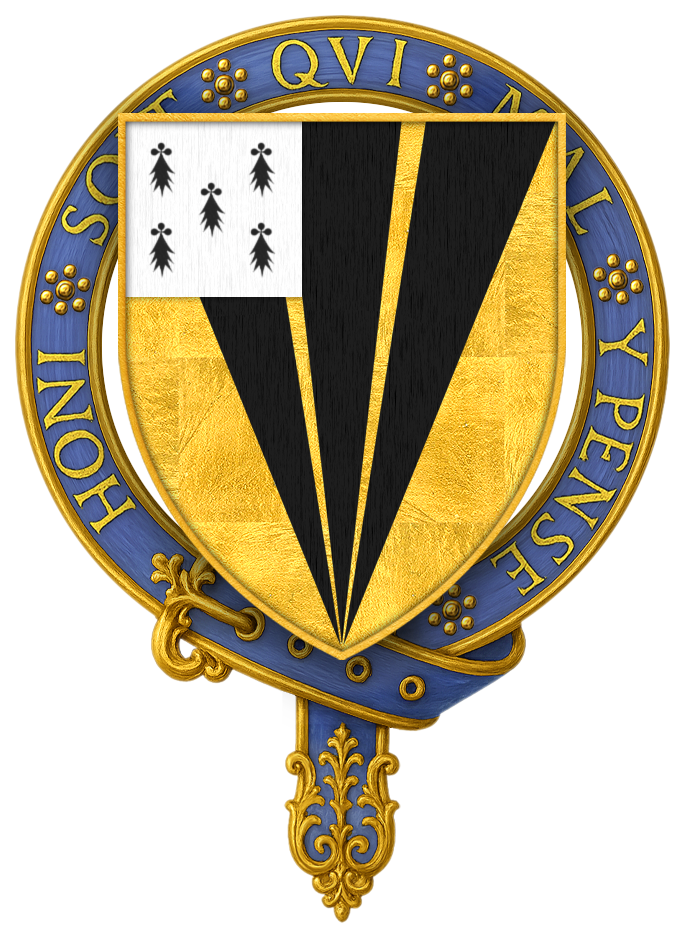
Wappen des Sir Hugh Wrottesley

Sir Hugh Wrottesley (* zwischen 1314 und 1318; † 23. Januar 1381) war ein englischer Ritter. 

## Leben
Er war der Sohn und Erbe des Sir William Wrottesley aus dessen Ehe mit Joan Basset, Tochter des Sir Roger Basset. Beim Tod seines Vaters erbte er 1320 dessen Gut Wrottesley Hall bei Tettenhall in Staffordshire.
Er beteiligte sich an den Feldzügen König Eduards III. im Hundertjährigen Krieg. 1338 diente er in Flandern. Am 23. April 1348 nahm ihn Eduard III. als Gründungsmitglied in den Hosenbandorden auf. 1346 kämpfte er im Gefolge des Schwarzen Prinzen in der Schlacht von Crécy.

## Ehen und Nachkommen
In erster Ehe heiratete er Elizabeth Hampton, Tochter des Sir John Hampton. Mit ihr hatte er einen Sohn und Erben, John Wrottesley (um 1379–1402). Über ihn ist er Vorfahr der Barone Wrottesley.
In zweiter Ehe heiratete er Mabel Rees, Tochter des Sir Philip Rees.
In dritter Ehe heiratete er Isabella Arderne, Tochter des Sir John Arderne. Mit ihr hatte er einen Sohn, Hugh Wrottesley, der jung starb.